# متحف قلالة
متحف قلالة هو متحف تقليدي تونسي يقع في مدينة قلالة بجزيرة جربة.

يهتم المتحف بالفنون التقليدية والصناعات اليدوية القديمة والعادات الشعبية والكنوز التراثية التي تعرف بها جزيرة جربة. ويعتبر من أكبر المتاحف الفنية في تونس إذ تبلغ مساحته 4000 متر مربع، ويتكون من مجموعة من الأجنحة يحتضن كل جناح منها معرضًا تستعرض فيه المهن اليدوية القديمة والأساطير والفسيفساء.

## صور

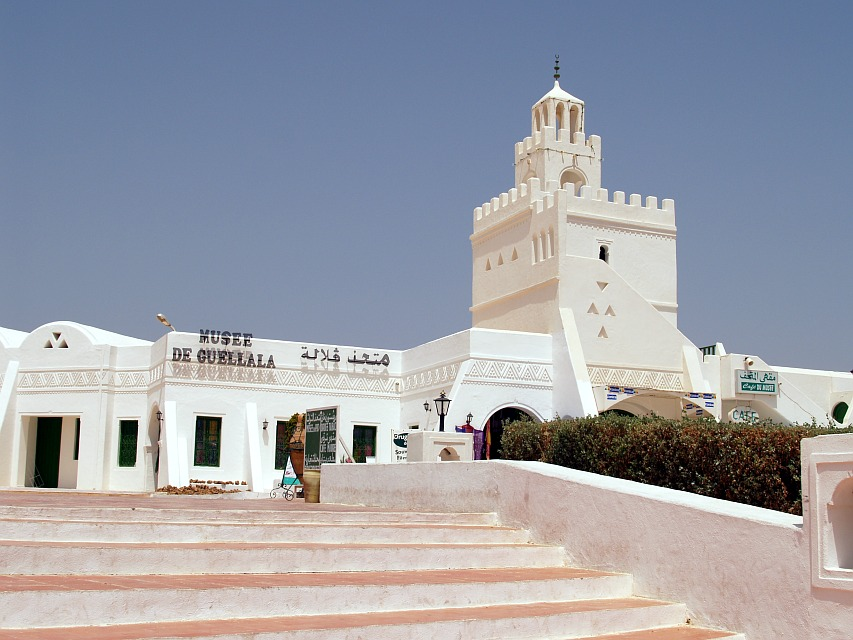
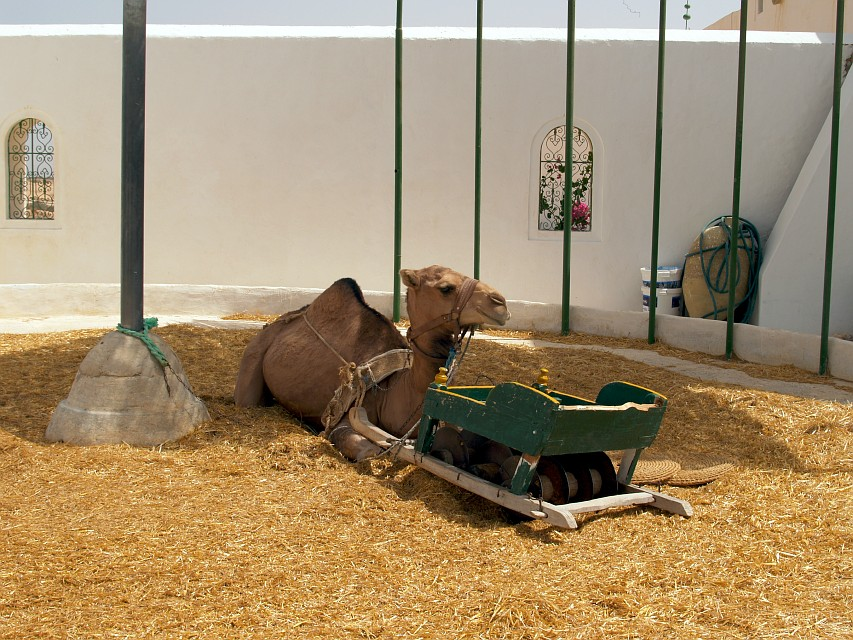
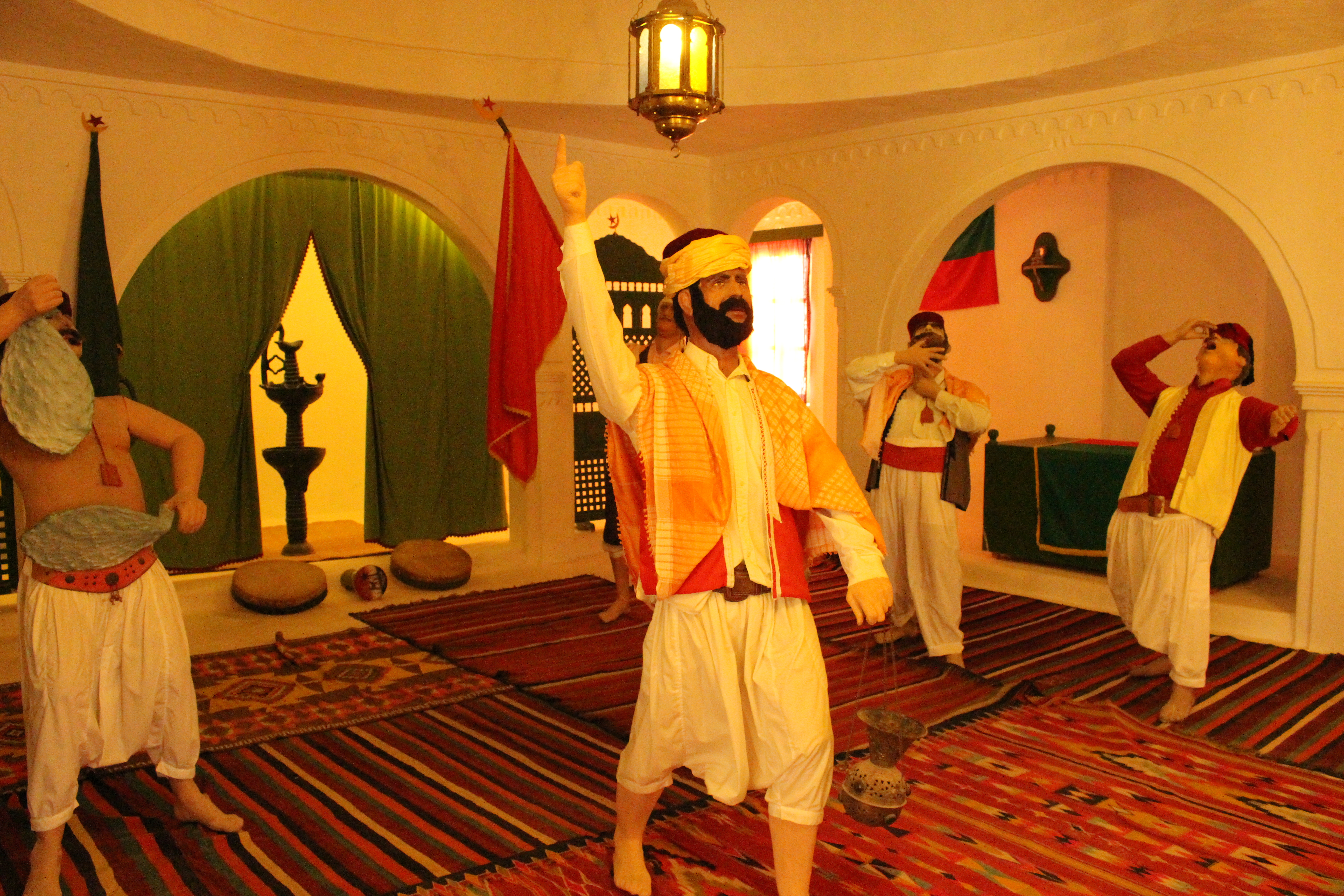
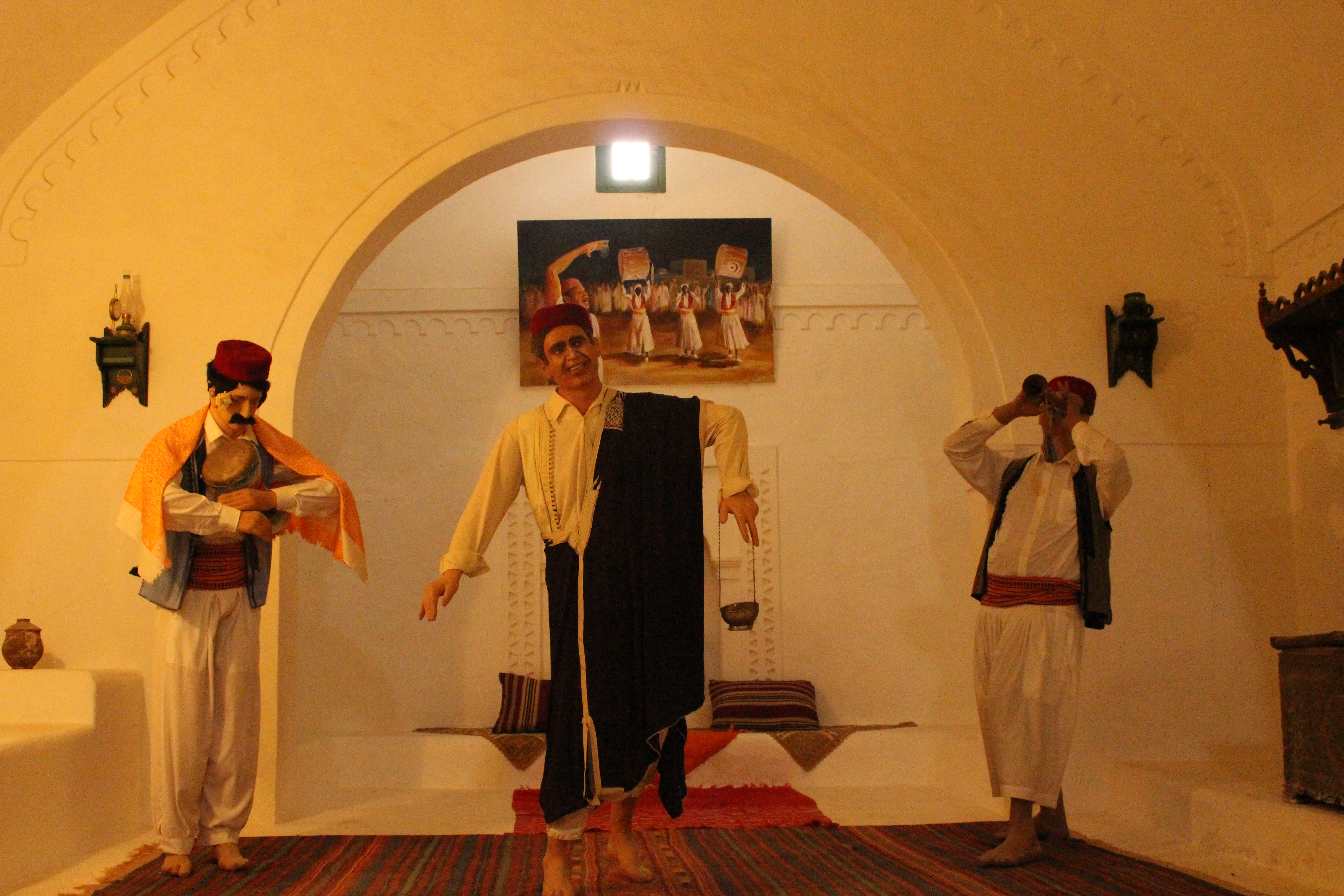
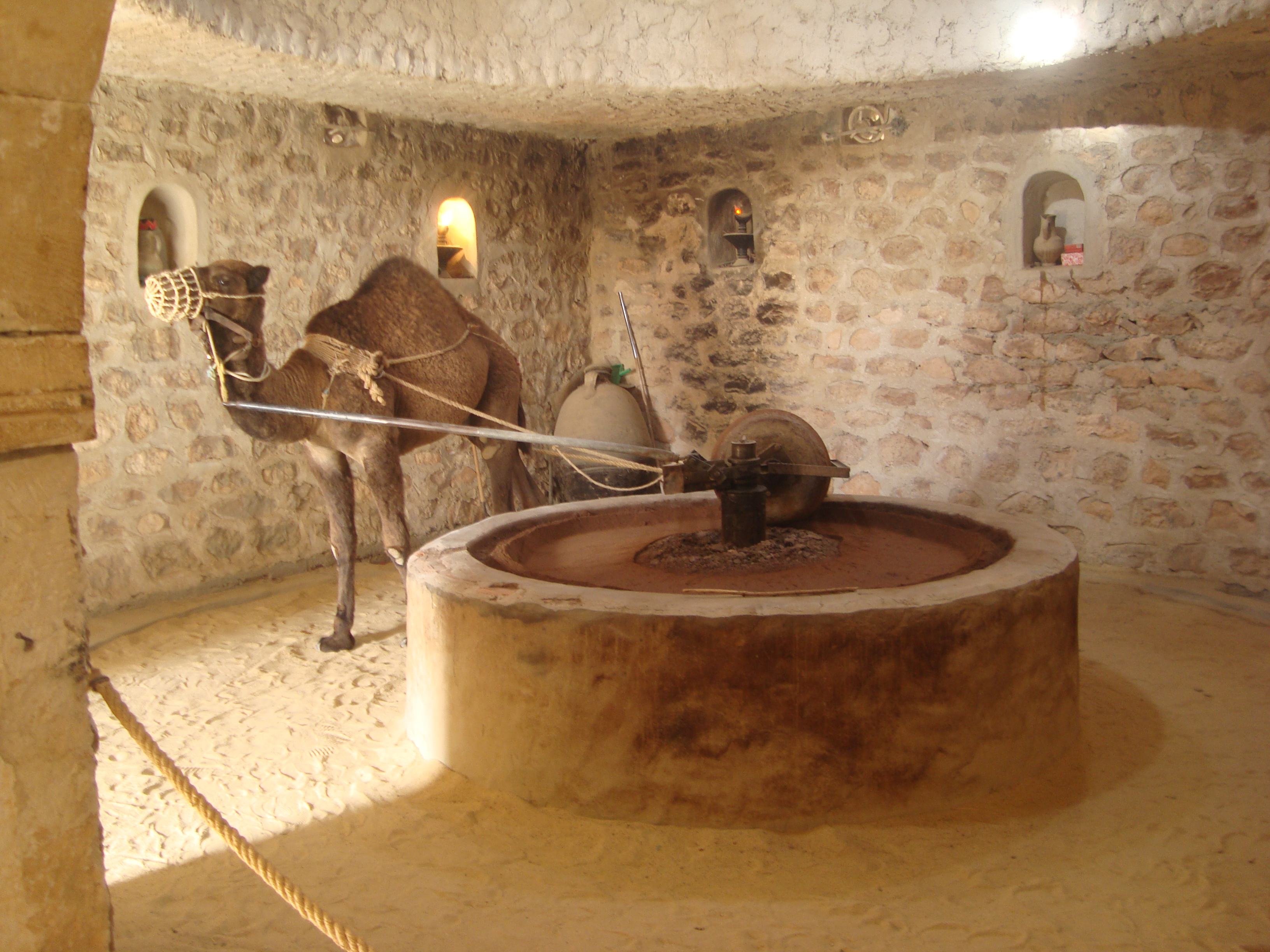
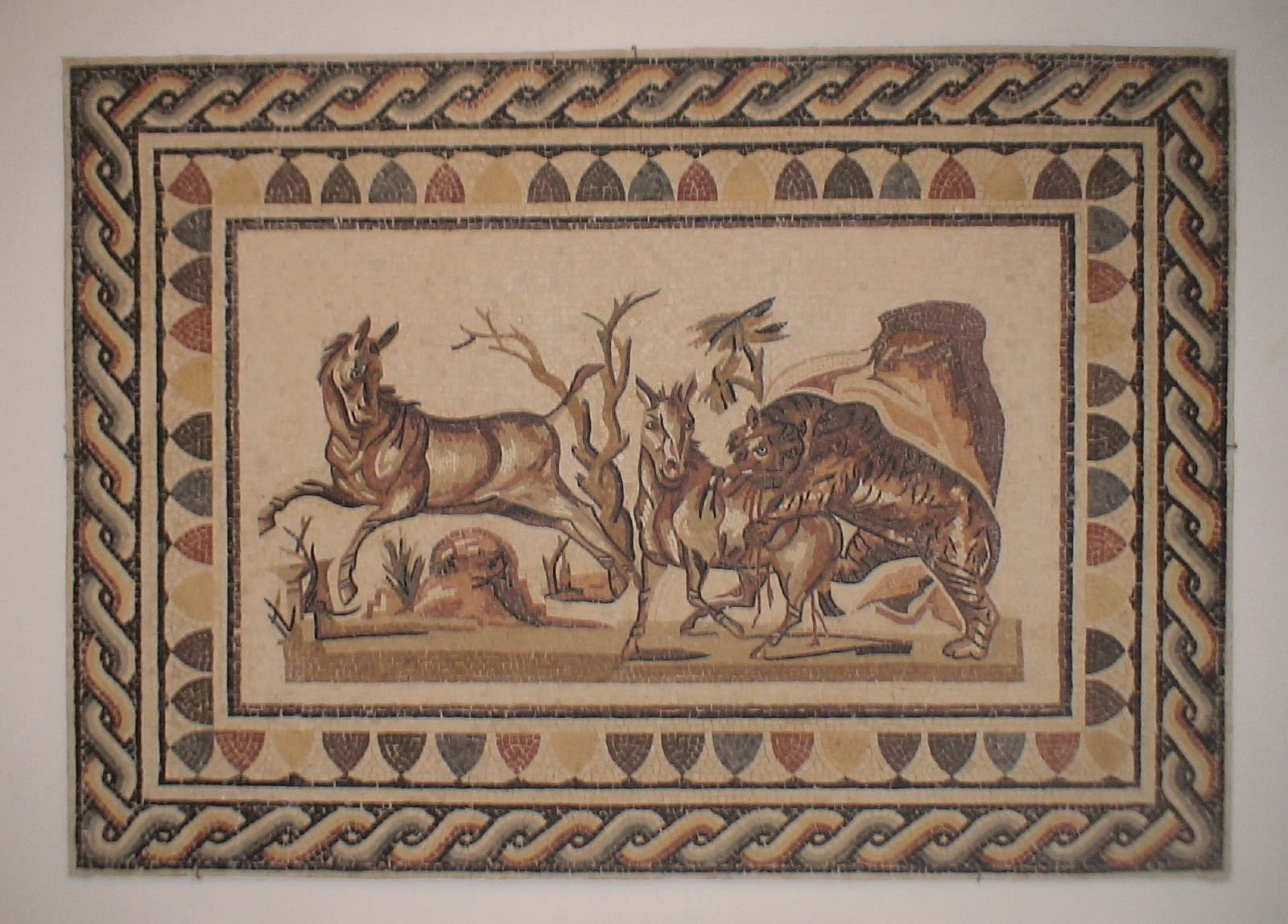

## مقالات ذات صلة
- متحف التراث التقليدي بجربة
- متحف للا الحضرية